# Conjunt d'Aqüeductes de Sant Josep i l'Alcúdia
El Conjunt d'Aqüeductes de Sant Josep i l'Alcúdia són dos aqüeductes que es troben a La Vall d'Uixó (Plana Baixa).

## Aqüeducte de Sant Josep
És un aqüeducte d'origen romà-àrab situat sobre el barranc d'Aigualit, que es va construir per a salvar l'obstacle del barranc, i conduir l'aigua que es prenia de la font de Sant Josep per la séquia major per a ser utilitzada per al reg de les hortes municipals fins als anys cinquanta del segle xx.
És un edifici públic que es conserva complet perquè des de la seua construcció, i al llarg del temps, s'han realitzat diverses obres de manteniment i reparació; per açò s'alternen dos arcs de mig punt (romans) amb tres arcs ogivals posteriors (àrabs).

## Aqüeducte de l'Alcúdia
És d'origen medieval. Posteriorment, en créixer els habitants de la Vall durant el període medieval, i obrir nous espais de cultiu, la séquia es va bifurcar abans d'arribar a l'aqüeducte, per a donar lloc a la séquia del Pla, i es va aprofitar el desnivell d'aquesta bifurcació per a situar en la nova séquia tres molins que aprofitaven la força de l'aigua, però també va ser menester la construcció d'un aqüeducte més xicotet (un arc de mig punt) sobre el barranc d'Aigualit.